# 3 from Hell
Série
The Devil's Rejects
(2005)
Pour plus de détails, voir Fiche technique et Distribution.
3 from Hell est un film d'horreur américain écrit et réalisé par Rob Zombie, sorti en 2019. Il est la suite de La Maison des mille morts et The Devil's Rejects, sortis respectivement en 2003 et 2005.

## Synopsis
Les Firefly, alors en cavale, déclenchent une nouvelle vague de crimes toujours morbides...

## Fiche technique
- Titre original et français : 3 from Hell
- Réalisation et scénario : Rob Zombie
- Décors : Nicole Rodarte
- Costumes : Rosa Lopez et Barbara Vazquez
- Casting : Jan Glaser
- Directeur artistique : Scott H. Campbell
- Photographie : David Daniel
- Montage : Glenn Garland
- Musique : Chris "Zeuss" Harris
- Producteurs : Rob Zombie et Mike Elliott
- Producteur délégué : Greg Holstein
- Sociétés de production : Lionsgate, Saban Films et Spookshow International Films
- Société de distribution : Lionsgate / Saban Films (États-Unis), Metropolitan FilmExport (France)
- Pays d'origine :  États-Unis
- Format : couleur - 1,85:1
- Genre : horreur
- Durée : 116 minutes
- Dates de sortie :
  - États-Unis : 16 septembre 2019 (sortie limitée) [1]
  - France : 15 septembre 2020 (en DVD et Blu-ray)
- Interdit aux moins de 16 ans

## Distribution
- Bill Moseley (VF : Jean-François Vlérick) : Otis B. Driftwood
- Sheri Moon Zombie (VF : Laura Préjean) : Baby Firefly / Vera-Ellen
- Sid Haig (VF : Féodor Atkine) : le capitaine Spaulding / James Cutter
- Richard Brake (VF : Gérard Darier) : Winslow Foxworth Coltrane
- Jeff Daniel Phillips (VF : Michel Aragones) : Warden Virgil Harper
- Emilio Rivera (VF : Stefan Godin) : Aquarius
- Dee Wallace (VF : Sylvie Genty) : Greta
- Pancho Moler (VF : Jérôme Pauwels) : Sebastian
- Richard Edson (VF : Gabriel Le Doze) : Carlos Perro
- Kevin Jackson (VF : Thierry Desroses) : Gerard James
- Clint Howard (VF : Daniel Lafourcade) : Mr Baggy Britches
- Danny Trejo : Rondo
- Tracey Leigh : Judy Harper
- Sylvia Jefferies : Heather Starship Galen
- Austin Stoker (VF : Vincent Violette) : Gibson
- Daniel Roebuck : Morris Green
- David Ury (VF : Jean-Marc Charrier) : Travis O'Rourke
- Tom Papa : George Glass
- Dot-Marie Jones : Slackjaw
- Nancy Linehan Charles (VF : Colette Marie) : Dr. Bowman
- Richard Riehle : Sheriff Wolf
- Steven Michael Quezada : Diego
- Sean Whalen : Burt Willie
- Christine Weatherup (VF : Antonella Colapietro) : Abigail Duck
- Wade Williams : Buford Tuttle

## Production
En octobre 2017, le site anglophone Bloody Disgusting annonce la rumeur que Rob Zombie prépare une suite à The Devil's Rejects sans que rien soit confirmé officiellement par le réalisateur. Le 22 janvier 2018, le site annonce que le début du tournage est prévu pour mars 2018 et que le film se nomme provisoirement The Devil’s Rejects 2: Three From Hell, toujours sans annonce officielle de Rob Zombie. Le 13 mars 2018, Rob Zombie annonce officiellement la production de la suite de The Devil's Rejects, dont le titre est 3 From Hell, en même temps que le début du tournage. Il déclare « Tout est vrai ! Premier jour de tournage de 3 from Hell ! Les meurtres et la folie continuent. » Il annonce en même temps le retour des acteurs Sheri Moon Zombie et Bill Moseley, les interprètes respectifs de Baby Firefly et Otis Driftwood, alors même que ceux-ci ont subi un destin tragique dans le précédent film. Le lendemain de l'annonce officielle, Rob Zombie confirme le retour de Sid Haig, l'interprète du Capitaine Spaulding. Le tournage du film s'est déroulé jusqu'au 10 avril 2018.

## Sortie
Le 1er juillet 2019, Saban Films et Lionsgate annoncent que le film bénéficiera d'une sortie limitée de 3 jours avec, pour chaque jour, un supplément exclusif. Le 16 septembre 2019, le film sera accompagné d'une présentation vidéo de Rob Zombie. Le 17 septembre, c'est une vidéo des coulisses du film qui sera présentée et les séances du 18 septembre seront accompagnés d'un double programme incluant The Devil's Rejects.